# State Farm Women’s Tennis Classic
State Farm Women’s Tennis Classic – kobiecy turniej tenisowy organizowany w latach 2000–2003 w Scottsdale w Arizonie w Stanach Zjednoczonych. Pierwsza edycja odbyła się w 2000 roku, ale przez opady deszczu nie rozegrano finału singla, a rozgrywki deblowe zostały odwołane.

## Mecze finałowe

### Gra pojedyncza
| Rok  | Zwyciężczyni      | Finalistka          | Wynik         |
| 2003 | Ai Sugiyama       | Kim Clijsters       | 3:6, 7:5, 6:4 |
| 2002 | Serena Williams   | Jennifer Capriati   | 6:2, 4:6, 6:4 |
| 2001 | Lindsay Davenport | Meghann Shaughnessy | 6:2, 6:3      |
| 2000 | Martina Hingis    | Lindsay Davenport   | opady deszczu |

### Gra podwójna
| Rok  | Zwyciężczynie              | Finalistki                        | Wynik            |
| 2003 | Kim Clijsters Ai Sugiyama  | Lisa Raymond Libuše Prusová       | 6:1, 6:4         |
| 2002 | Lisa Raymond Rennae Stubbs | Cara Black Jelena Lichowcewa      | 6:3, 5:7, 7:6(4) |
| 2001 | Lisa Raymond Rennae Stubbs | Kim Clijsters Meghann Shaughnessy | walkower         |